# Генуя (парус)

Слева — стаксель, справа — генуя.

Ге́нуя (англ. Genoa) — большой широкий стаксель со шкотовым углом, далеко заходящим за мачту. На яхте может иметься несколько генуй, обозначаемых номерами (№ 1, № 2 и т. д.). При этом чем больше номер, тем генуя имеет более прочную ткань, более плоскую форму и меньшую площадь.
В основном, Геную считают «двигателем» лодки, можно даже сказать ее "крылом". Грот тогда можно назвать "закрылком".